# 중고라도 사랑이 하고 싶어!
《중고라도 사랑이 하고 싶어!》(中古でも恋がしたい!)는 타오 노리타케가 집필한 일본의 라이트 노벨이다. 일러스트는 ReDrop가 담당하고 있으며, 2015년 3월 31일, GA 문고(소프트뱅크 크리에이티브)에서 간행되고 있다. 전 13권(전 1권은 2015년 5월 21일부터 동년 9월 3일까지 온라인 만화 사이트 및 만화 앱인 《간간 온라인》에서 통째로 게재되었다.) 동년 12월에 드라마CD화 되었다.
만화판에서는 2016년 24호부터 2019년 9호까지 《현실의 여친은 필요 없어!》라는 제목으로 연재 했다. 작화는 미쿠모 죠지가 담당하고 있다.

## 등장인물
성우는 드라마CD에 출연한 성우이다.
- 아라미야 세이이치(성우 : 타마루 아츠시[1])
- 아야메 코토코(성우 : 우치야마 유미[1])
- 하츠시바 유우카(성우 : 니시 아스카)
- 스와마 이브(성우 : 오오츠보 유카)
- 토자키 케이타(성우 : 오사카 료타)
- 아라미야 키요미(성우 : 스자키 아야)
- 사이타니 료마(성우 : 혼도 카에데)
- 야오타니 아이리(성우 : 세토 아사미)
- 코타니 키리코(성우 : 타무라 무츠미)

## 드라마CD
시사이드 커뮤니케이션에서 발매되었다.
1. ~절대 너의 이상이 되어 주겠어!~ (2015년 12월 11일)
2. ~세이치는 이미 나한테 반해있는걸?~ (2016년 4월 13일[2])
3. ~너와 둘이서, 외출했으면 해서......~ (2016년 9월 14일)

## 단행본 목록

### 원작
- 타오 노리타케, SB 크리에이티브 〈GA 문고〉, 기간 12권 (2018년 6월 15일 현재)
  1. 2015년 3월 14일 발매,[3] ISBN 978-4-7973-8132-0
  2. 2015년 6월 15일 발매,[4] ISBN 978-4-7973-8295-2
  3. 2015년 9월 15일 발매,[5] ISBN 978-4-7973-8483-3
  4. 2015년 12월 15일 발매,[6] ISBN 978-4-7973-8513-7
  5. 2016년 3월 15일 발매,[7] ISBN 978-4-7973-8622-6
  6. 2016년 6월 15일 발매,[8] ISBN 978-4-7973-8673-8
  7. 2016년 9월 15일 발매,[9] ISBN 978-4-7973-8673-8
    - 소책자 포함 한정판 이날 발매,[10] ISBN 978-4-7973-8742-1

  8. 2016년 12월 15일 발매,[11] ISBN 978-4-7973-8983-8
  9. 2017년 3월 15일 발매,[12] ISBN 978-4-7973-8992-0
    - 드라마CD 한정 특장판 이날 발매,[13] ISBN 978-4-7973-9008-7

  10. 2017년 6월 15일 발매,[14] ISBN 978-4-7973-9155-8
  11. 2017년 12월 15일 발매,[15] ISBN 978-4-7973-9419-1
  12. 2018년 6월 15일 발매,[16] ISBN 978-4-7973-9683-6
  13. 2020년 4월 14일 발매,[17] ISBN 978-4-8156-0014-3